# Nobuki Iketaka
Nobuki Iketaka (japanisch 池髙 暢希 Iketaka Nobuki; * 5. April 2000 in der Präfektur Hokkaido) ist ein japanischer Fußballspieler.

## Karriere
Iketaka erlernte das Fußballspielen in der Jugendmannschaft von Urawa Red Diamonds. Seinen ersten Vertrag unterschrieb er 2019 bei Urawa Red Diamonds. Der Verein spielte in der höchsten Liga des Landes, der J1 League. Die Saison 2020 wurde er an den Drittligisten Kataller Toyama nach Toyama ausgeliehen. Für Toyama absolvierte er 21 Drittligaspiele. Die Saison 2021 erfolgte eine Ausleihe an den ebenfalls in der dritten Liga spielenden Fukushima United FC. Für den Verein aus Fukushima absolvierte er 24 Drittligaspiele. Nach Vertragsende bei Urawa unterschrieb er im Januar 2022 einen Vertrag in Kitakyūshū beim Drittligisten Giravanz Kitakyūshū.